# The Battery (film 2007)
The Battery è un film del 2007 diretto da Yōjirō Takita.
Nell'ambito del gioco del baseball il termine "batteria" (battery) si riferisce collettivamente al lanciatore ed al suo ricevitore. 
È basato sulla serie romanzesca omonima (Battery) ed è stato seguito da un dorama l'anno successivo che vede Yūma Nakayama interpretare la parte del personaggio principale.

## Trama
Takumi assieme alla sua famiglia si trasferisce a Okayama e qui inizia a frequentare la Junior High School; è un grande appassionato di baseball e possiede molta fiducia nella sua abilità di lanciatore. Fuori dal campo da gioco però è un tipo solitario e davvero molto poco socievole, che si mantiene sempre distaccato ed inaccessibile.
Sua madre Makiko è molto protettiva mentre Seiha, il fratellino minore, cerca sempre d'imitare il fratello a causa della grande stima ed ammirazione che prova nei suoi confronti. Il nonno Yozo un tempo era stato un famoso allenatore, guidando la propria squadra fino alle finali del campionato nazionale juniores. Il padre Hiroshi un tipico padre di famiglia tutto dedito al lavoro e che a volte si diletta a giocare a baseball.
Takumi incontra presto uno dei nuovi compagni di classe, Go, il quale rimane subito letteralmente affascinato dalle capacità dimostrate dal coetaneo e, desideroso di collaborare con lui per formare assieme una "Batteria" invincibile cerca di entrare nelle sue grazie come amico.
Iniziano così ad allenarsi assieme ad altri ragazzi del club sportivo della scuola; a loro presto s'aggiungerà anche il piccolo Seiha che così disobbedisce alla madre che non vorrebbe vederlo sempre e solo giocare a baseball. L'allenatore del gruppo è però un maniaco della disciplina, la tensione con Takumi pertanto, che è un ribelle per natura, inizia presto a crescere.
Takumi sfida apertamente l'allenatore e si scontra con lui; tuttavia le cose sembrano risolversi per il meglio quando l'uomo non sembra più poter negar il fatto che il ragazzo abbia ottime potenzialità, e possa ancora sotto la sua guida migliorare molto. A seguito poi del litigio avvenuto tra Takumi e i suoi compagni e altri componenti della squadra, i tre bulletti più grandi che avevano aggredito Takumi vengono allontanati ed esclusi dagli allenamenti.
Non potendo però più partecipare così decimata a tutte le competizioni il preside ne ordina lo scioglimento temporaneo; ma nonostante ciò l'allenatore continua imperterrito per la sua strada facendo fare ai suoi ragazzi una partita non ufficiale contro la squadra d'un'altra scuola. Purtroppo non ce la fanno e Takumi e Go entrano in disaccordo sul metodo di gioco e a chi sia più da attribuire la colpa della sconfitta, se al lanciatore o al ricevitore.
Intanto Seiha si ammala di asma e a questo punto la madre incolpa Takumi di aver coinvolto il fratello nel baseball fino al punto di perdere la salute; il padre invece, nonostante tutto, continua a prendere le parti del primogenito, suggerendogli infine di non demordere e continuare ad allenarsi. Dopo un po' anche Go si riconcilia con l'amico e si rimettono insieme nel tentativo di creare una "Batteria" invincibile.
Nel giorno della grande rivincita Takumi giunge in ritardo e pertanto la sua squadra è costretta ad utilizzare un sostituto come lanciatore: nella stanzetta d'ospedale dove Seiha è ricoverato, Takumi viene incoraggiato dal fratellino a cercar di vincere la partita dando il meglio di sé, ed assicurandolo che lui acquista forza ogni qual volta vede il fratello più grande pronto a giocare.
Takumi arriva al campo da gioco in bicicletta ed assieme a Go riescono a battere i loro avversari.